# Uraechoides taomeiae
Uraechoides taomeiae är en skalbaggsart som beskrevs av Hayashi, Nara, Yu, Nara och Yu 1995. Uraechoides taomeiae ingår i släktet Uraechoides och familjen långhorningar.
Artens utbredningsområde är Taiwan. Inga underarter finns listade i Catalogue of Life.